# Krydener (herb szlachecki)

Herb Krydener

Herb Krydener, odmiana

Krydener (Krűdener, Crüdener) – herb szlachecki.

## Opis herbu
W polu złotym dwa pasy blankowane z obu stron. W klejnocie koło złote.

## Najwcześniejsze wzmianki
Rok 1604. W 1855 roku zatwierdzenie tytułu baronowskiego w Cesarstwie rosyjskim.

## Herbowni
Krüdener, Krydener – (herb własny rodziny).